# Waldemar Kasprzak
Pour les articles homonymes, voir Kasprzak.
Waldemar Kasprzak est un ancien joueur désormais entraîneur polonais de volley-ball né le 6 janvier 1964. Il totalise 201 sélections en équipe de Pologne.

## Clubs

### Joueur
| Club                | De        | À         |
| ------------------- | --------- | --------- |
| Stal Szczecin       | 1981-1982 | 1988-1989 |
| Bayer Leverkusen    | 1989-1990 | 1990-1991 |
| Bayer Wuppertal     | 1991-1992 | 1991-1992 |
| Moerser SC          | 1992-1993 | 1993-1994 |
| SCC Berlin          | 1994-1995 | 1996-1997 |
| VC Eintracht Mendig | 1998-1999 | 1999-2000 |
| TSV Bad Saulgau     | 2000-2001 | 2003-2004 |

### Entraîneur
| Club            | De        | À   |
| --------------- | --------- | --- |
| TSV Bad Saulgau | 2004-2005 | ... |

## Palmarès

### Joueur
- Championnat d'Allemagne (1)
  - Vainqueur : 1990
- Championnat de Pologne (2)
  - Vainqueur : 1985, 1987
  - Finaliste : 1984, 1986, 1988
- Coupe d'Allemagne (2)
  - Vainqueur : 1993, 1996
- Coupe de Pologne
  - Finaliste : 1988, 1989

### Entraîneur
Néant